# Chloropsina lacreiventris
Chloropsina lacreiventris är en tvåvingeart som först beskrevs av Lamb 1917.  Chloropsina lacreiventris ingår i släktet Chloropsina och familjen fritflugor.
Artens utbredningsområde är Sri Lanka. Inga underarter finns listade i Catalogue of Life.